# Dacia Unirea Brăila în sezonul 2017-2018
Sezonul 2018–19 a fost cel de-al 8-lea sezon consecutiv pentru Dacia Unirea Brăila în cel de-al doilea eșalon al fotbalului românesc. Dacia Unirea a participat în 2 competiții, respectiv Liga a II-a și Cupa României.

## Sezon

#### Puncte pe adversari
| Echipă                    | Rezultate | Rezultate | Puncte |
| Echipă                    | Acasă     | Deplasare | Puncte |
| ------------------------- | --------- | --------- | ------ |
| ASU Politehnica Timișoara | 2–3       | 1–2       | 0      |
| Știința Miroslava         | 1–4       | 4–4       | 1      |
| Foresta Suceava           | 9–1       | 0–1       | 3      |
| Luceafărul Oradea         | 1–1       | 4–3       | 4      |
| Ripensia Timișoara        | 2–2       | 1–2       | 1      |
| ASA Târgu Mureș           | 3–0       | 1–2       | 3      |
| Sportul Snagov            | 0–1       | 1-3       | 0      |
| FC Argeș                  | 3–1       | 0-1       | 3      |
| Chindia Târgoviște        | 1–0       | 0-2       | 3      |
| Metaloglobus București    | 2–1       | 1-0       | 6      |
| FC Clinceni               | 5–2       | 1-2       | 3      |
| CS Mioveni                | 2–2       | 1-0       | 4      |
| FC Hermannstadt           | 0–6       | 2-3       | 0      |
| CS Balotești              | 2-2       | 1-2       | 1      |
| CS Afumați                | 1–2       | 0-2       | 0      |
| Dunărea Călărași          | 1-1       | 0-2       | 1      |
| FC Olimpia Satu Mare      | 3–0       | 2-3       | 3      |
| UTA Arad                  | 3–4       | 5-1       | 3      |
| Pandurii Târgu Jiu        | 1–1       | 3-3       | 2      |

### Intersezon

#### Sosiri
| P | Alexandru Ticrea | Unirea Jucu      |  |
| F | Gabriel Lazăr    | Unirea Slobozia  |  |
| F | Cosmin Mihai     | Unirea Jucu      |  |
| M | Olimpiu Bucur    | Unirea Jucu      |  |
| M | Ovidiu Covaciu   | Unirea Jucu      |  |
| M | Paul Cubleșan    | Unirea Jucu      |  |
| A | Andrei Banyoi    | Unirea Jucu      |  |
| A | Alexandru Pop    | Dunărea Călărași |  |

#### Plecări
| P | Cristian Mitrea    | expirare contract |            |
| P | Albert Popa        | Unirea Slobozia   | împrumutat |
| F | Cosmin Necoară     | expirare contract |            |
| F | Robert Moglan      | expirare contract |            |
| M | Dănuț Oprea        | expirare contract |            |
| M | Răzvan Adăscăliței | expirare contract |            |
| M | Andrei Pușcașu     | Dunărea Călărași  |            |
| A | Cosmin Neagu       |                   |            |

## Jucători
La 29 ianuarie 2018.
| Nr. |         | Poziție | Jucător                       |
| --- | ------- | ------- | ----------------------------- |
| 12  | România | P       | Ștefan Leu                    |
| 87  | România | P       | Alexandru Ticrea              |
| 88  | România | P       | Bogdan Olaru                  |
| 1   | România | P       | Roberto Chirilă               |
| 2   | România | F       | Gabriel Niță                  |
| 5   | România | F       | Victor Olenic                 |
| 6   | România | F       | Laurențiu Ivan (vice-căpitan) |
| 16  | România | F       | Costin Ghiocel                |
| 20  | România | F       | Cătălin Stănciulescu          |
|     | România | F       | Marius Moroianu               |
| —   | România | F       | Marian Anghelina              |
| —   | România | F       | Alexandru Nicola              |
| —   | România | F       | Tudor Țăranu                  |

| Nr. |         | Poziție | Jucător           |
| --- | ------- | ------- | ----------------- |
| 10  | România | M       | Sorin Frunză      |
| —   | România | M       | Paul Cubleșan     |
| 8   | România | M       | Ovidiu Covaciu    |
| 23  | România | M       | Olimpiu Bucur     |
| 3   | România | M       | Paul Ioan         |
| —   | România | M       | George Puia       |
|     | România | M       | Raul Vitan        |
|     | România | M       | Alin Manea        |
| 15  | România | A       | Marius Dima       |
| 21  | România | A       | Costin Ciucureanu |
| 11  | România | A       | Andrei Banyoi     |
| 9   | România | A       | Alexandru Pop     |

### Marcatorii golurilor
La 19 mai 2018.
| Jucător          | Goluri campionat | Goluri cupă |
| ---------------- | ---------------- | ----------- |
| Alexandru Pop    | 10               | 1           |
| Sorin Frunză     | 8                | 0           |
| Costel Roșu      | 8                | 0           |
| Andrei Banyoi    | 6                | 1           |
| Olimpiu Bucur    | 4                | 0           |
| Alexandru Niță   | 3                | 0           |
| George Puia      | 3                | 0           |
| Cosmin Mihai     | 3                | 0           |
| Marius Dima      | 3                | 0           |
| Marian Anghelina | 2                | 0           |
| Eduard Oprea     | 1                | 0           |
| Paul Cubleșan    | 1                | 0           |
| Alin Manea       | 1                | 0           |
| Tudor Țăranu     | 1                | 0           |
| Gabriel Lazăr    | 0                | 1           |

## Sezon

### Liga a II-a
| 5 august 20171 | Dacia Unirea Brăila                                                                        | 2–3 | Politehnica Timișoara | Brăila                                                                     |  |
| 11:00          | Paul Ioan 15' · Costel Roșu 29' · Marius Dima 34' · Laurențiu Ivan 50' · Costel Roșu 67' · |     |                       | Stadion: Stadionul Municipal Brăila Spectatori: 200 Arbitru: Eduard Ioniță |  |

| 11 august 20172 | Știința Miroslava | 4–4 | Dacia Unirea Brăila | Iași                                                              |  |
| 18:00           |                   |     | Costel Roșu 17' Robert Roșoagă 19' Ovidiu Covaciu 38' Robert Roșoagă 59' Olimpiu Bucur 61' Olimpiu Bucur 66' Costel Roșu 74' Paul Cubleșan 89' Gabriel Lazăr | Stadion: Emil Alexandrescu Spectatori: 650 Arbitru: Paul Unimătan |  |

| 19 august 20171 | Dacia Unirea Brăila | 9–1 | Foresta Suceava | Brăila                                              |  |
| 11:00           | Sorin Frunză 31' Sorin Frunză 45' Robert Roșoagă 52' Alexandru Niță 57' Sorin Frunză 60' Costel Roșu 71' Costel Roșu 74' Eduard Oprea 77' George Puia 83' |     |                 | Stadion: Stadionul Municipal Brăila Spectatori: 200 |  |

| 23 august 20174 | Luceafărul Oradea | 3–4 | Dacia Unirea Brăila                                                                                         | Oradea                                          |  |
| 18:00           |                   |     | Cosmin Mihai 62' Alexandru Niță 64' Cosmin Mihai 70' Sorin Frunză 75' Gabriel Iosofache 89' Costel Roșu 92' | Stadion: Stadion Iuliu Bodola Spectatori: 1.000 |  |

| 26 august 20175 | Dacia Unirea Brăila                                                                                 | 2–2 | Ripensia Timișoara | Brăila                                              |  |
| 11:00           | Costel Roșu 5' Paul Ioan 13' George Puia 35' Costin Ghiocel 66' Robert Roșoagă 92' Sorin Frunză 92' |     |                    | Stadion: Stadionul Municipal Brăila Spectatori: 500 |  |

| 1 septembrie 20176 | ASA Târgu Mureș | 2–1 | Dacia Unirea Brăila                                     | Târgu Mureș                                 |  |
| 18:30              |                 |     | George Iosofache 28' Ovidiu Covaciu 38' Costel Roșu 62' | Stadion: Stadionul Tran-Sil Spectatori: 500 |  |

| 9 septembrie 20177 | Dacia Unirea Brăila                                                                                  | 0–1 | CS Sportul Snagov | Brăila                                              |  |
| 11:00              | Robert Roșoagă 17' Costin Ghiocel 52' Ovidiu Covaciu 57' Cătălin Stănciulescu 67' Laurențiu Ivan 75' |     |                   | Stadion: Stadionul Municipal Brăila Spectatori: 400 |  |

| 16 septembrie 20178 | Dacia Unirea Brăila                                                     | 3–1 | FC Argeș | Brăila                                              |  |
| 12:30               | Alexandru Pop 35' Sorin Frunză 40' Laurențiu Ivan 45' Alexandru Pop 86' |     |          | Stadion: Stadionul Municipal Brăila Spectatori: 400 |  |

| 23 septembrie 20179 | Chindia Târgoviște | 2–0 | Dacia Unirea Brăila | Târgoviște                                         |  |
| 11:00               |                    |     | Paul Ioan 54'       | Stadion: Stadionul Eugen Popescu Spectatori: 2.000 |  |

| 30 septembrie 201710 | Dacia Unirea Brăila                                                     | 2–1 | FC Metaloglobus București | Brăila                                              |  |
| 11:00                | Costel Roșu 70' Costin Ciucureanu 92' Costel Roșu 93' Olimpiu Bucur 93' |     |                           | Stadion: Stadionul Municipal Brăila Spectatori: 400 |  |

| 7 octombrie 201711 | FC Academica Clinceni | 2–1 | Dacia Unirea Brăila | Clinceni                                    |  |
| 11:00              |                       |     | George Puia 35'     | Stadion: Stadionul Clinceni Spectatori: 100 |  |

| 14 octombrie 201712 | Dacia Unirea Brăila               | 2–2 | CS Mioveni | Brăila                                              |  |
| 11:00               | Cosmin Mihai 3' Alexandru Pop 37' |     |            | Stadion: Stadionul Municipal Brăila Spectatori: 500 |  |

| 22 octombrie 201713 | FC Hermannstadt | 3–2 | Dacia Unirea Brăila                 | Sibiu                                                  |  |
| 11:30               |                 |     | Andrei Banyoi 87' Alexandru Pop 91' | Stadion: Stadionul Municipal (Sibiu) Spectatori: 5.000 |  |

| 28 octombrie 201714 | Dacia Unirea Brăila                 | 2–2 | CS Balotești | Brăila                                              |  |
| 11:00               | Alexandru Pop 58' Olimpiu Bucur 90' |     |              | Stadion: Stadionul Municipal Brăila Spectatori: 200 |  |

| 4 noiembrie 201715 | CS Afumați | 2–0 | Dacia Unirea Brăila | Afumați                                    |  |
| 11:00              |            |     |                     | Stadion: Stadionul Afumați Spectatori: 100 |  |

| 8 noiembrie 201716 | Dacia Unirea Brăila | 1–1 | Dunărea Călărași | Brăila                                              |  |
| 14:00              | Olimpiu Bucur 20'   |     |                  | Stadion: Stadionul Municipal Brăila Spectatori: 200 |  |

| 11 noiembrie 201717 | Olimpia Satu Mare | 3–2 | Dacia Unirea Brăila               | Satu-Mare                                        |  |
| 11:00               |                   |     | Sorin Frunză 40' Sorin Frunză 42' | Stadion: Stadionul Daniel Prodan Spectatori: 200 |  |

| 17 noiembrie 201718 | Dacia Unirea Brăila                                | 3–4 | UTA Arad | Brăila                                              |  |
| 11:00               | Sorin Frunză 44' Andrei Banyoi 53' Marius Dima 84' |     |          | Stadion: Stadionul Municipal Brăila Spectatori: 200 |  |

| 25 noiembrie 201719 | Pandurii Târgu Jiu | 3–3 | Dacia Unirea Brăila                                   | Motru                                    |  |
| 11:00               |                    |     | Alexandru Pop 45' Alexandru Pop 49' Alexandru Pop 70' | Stadion: Stadionul Motru Spectatori: 100 |  |

| 2 decembrie 201720 | ASU Politehnica Timișoara | 2–1 | Dacia Unirea Brăila | Timișoara                                  |  |
| 11:00              |                           |     | Robert Roșoagă 65'  | Stadion: Stadionul Știința Spectatori: 100 |  |

| 9 decembrie 201721 | Dacia Unirea Brăila | 1–4 | Știința Miroslava | Brăila                                              |  |
| 11:00              | Olimpiu Bucur 67'   |     |                   | Stadion: Stadionul Municipal Brăila Spectatori: 200 |  |

| 24 ianuarie 201822 | Foresta Suceava | 1–0 | Dacia Unirea Brăila | Suceava                                  |  |
| 11:00              |                 |     |                     | Stadion: Stadionul Areni Spectatori: 100 |  |

| 11 martie 201824 | Ripensia Timișoara | 2–1 | Dacia Unirea Brăila | Timișoara                                       |  |
| 11:00            |                    |     | Andrei Banyoi 26'   | Stadion: Stadionul Ciarda Roșie Spectatori: 100 |  |

| 17 martie 201825 | Dacia Unirea Brăila | 3–0 | ASA Târgu Mureș | Brăila                              |  |
| 11:00            |                     |     |                 | Stadion: Stadionul Municipal Brăila |  |

| 18 martie 201823 | Dacia Unirea Brăila  | 1–1 | Luceafărul Oradea | Brăila                                              |  |
| 15:00            | Marian Anghelina 44' |     |                   | Stadion: Stadionul Municipal Brăila Spectatori: 200 |  |

| 1 aprilie 201827 | FC Argeș | 1–0 | Dacia Unirea Brăila | Argeș                                             |  |
| 13:00            |          |     |                     | Stadion: Stadionul Nicolae Dobrin Spectatori: 100 |  |

| 5 aprilie 201828 | Dacia Unirea Brăila  | 1–0 | Chindia Târgoviște | Brăila                                              |  |
| 17:00            | Marian Anghelina 16' |     |                    | Stadion: Stadionul Municipal Brăila Spectatori: 300 |  |

| 12 aprilie 201826 | Sportul Snagov | 3–1 | Dacia Unirea Brăila | Stefănești de Jos                         |  |
| 17:00             |                |     | Andrei Banyoi 43'   | Stadion: Stadionul Comunal Spectatori: 50 |  |

| 15 aprilie 201829 | Metaloglobus | 0–1 | Dacia Unirea Brăila | București                                       |  |
| 11:00             |              |     | Marius Dima 86'     | Stadion: Stadionul Metaloglobus Spectatori: 100 |  |

| 20 aprilie 201830 | Dacia Unirea Brăila                                                                  | 5–2 | FC Clinceni | Brăila                              |  |
| 17:00             | Marius Dima 18' Alexandru Pop 23' Alin Manea 62' Andrei Banyoi 72' Andrei Banyoi 91' |     |             | Stadion: Stadionul Municipal Brăila |  |

| 25 aprilie 201831 | CS Mioveni | 0–1 | Dacia Unirea Brăila | Mioveni                                      |  |
| 17:00             |            |     | Alexandru Niță 34'  | Stadion: Stadionul Orășenesc Spectatori: 200 |  |

| 29 aprilie 201832 | Dacia Unirea Brăila | 0–6 | FC Hermannstadt | Brăila                                              |  |
| 12:00             |                     |     |                 | Stadion: Stadionul Municipal Brăila Spectatori: 600 |  |

| 5 mai 201833 | CS Balotești | 2–1 | Dacia Unirea Brăila | Balotești                                    |  |
| 11:00        |              |     | Tudor Țăranu 65'    | Stadion: Stadionul Balotești Spectatori: 100 |  |

| 12 mai 201834 | Dacia Unirea Brăila | 1–2 | CS Afumați | Brăila                                              |  |
| 11:00         | Alexandru Pop 74'   |     |            | Stadion: Stadionul Municipal Brăila Spectatori: 500 |  |

| 16 mai 201835 | Dunărea Călărași | 2–0 | Dacia Unirea Brăila | Călărași                                      |  |
| 18:00         |                  |     |                     | Stadion: Stadionul Călărași Spectatori: 1.000 |  |

| 19 mai 201836 | Dacia Unirea Brăila | 3–0 | Olimpia Satu-Mare | Brăila                              |  |
| 11:00         |                     |     |                   | Stadion: Stadionul Municipal Brăila |  |

| 26 mai 201837 | UTA Arad | 1–5 | Dacia Unirea Brăila                                                   | Șiria                    |  |
| 11:00         |          |     | Marius Dima 19' Alexandru Pop 41' Alexandru Pop 54' Paul Cubleșan 58' | Stadion: Stadionul Șiria |  |

| 2 iunie 201838 | Dacia Unirea Brăila | 1–1 | Pandurii Târgu Jiu | Brăila                                                |  |
| 18:00          | Alexandru Pop 14'   |     |                    | Stadion: Stadionul Municipal Brăila Spectatori: 1.000 |  |

### Cupa României
| 4 octombrie 2017Turul IV | Sporting Liești | 2–2 (d.p.) (2–4 d.l.d.) | Dacia Unirea Brăila                 | Liești                              |  |
| 14:30                    |                 |                         | Gabriel Lazăr 79' Alexandru Pop 55' | Stadion: Stadionul Comunal (Liești) |  |

| 25 octombrie 201716-imi | Dacia Unirea Brăila | 1-2 | Juventus București | Brăila                                               |  |
| 14:30                   | Andrei Banyoi 84'   |     |                    | Stadion: Stadionul Municipal Brăila] Spectatori: 500 |  |